# Egitto ai Giochi della IX Olimpiade
L'Egitto partecipò ai Giochi della IX Olimpiade, svoltisi ad Amsterdam, Paesi Bassi, dal 28 luglio al 12 agosto 1928, con una delegazione di 32 atleti impegnati in cinque discipline.

## Medagliere

### Per discipline
| Sport              | Oro | Argento | Bronzo | Totale |
| ------------------ | --- | ------- | ------ | ------ |
| Lotta greco-romana | 1   | 0       | 0      | 1      |
| Sollevamento pesi  | 1   | 0       | 0      | 1      |
| Tuffi              | 0   | 1       | 1      | 2      |
| Totale             | 2   | 1       | 1      | 4      |

### Medaglie
| Medaglia | Atleta           | Sport              | Evento               |
| -------- | ---------------- | ------------------ | -------------------- |
| Oro      | Ibrahim Moustafa | Lotta greco-romana | Pesi medio-massimi   |
| Oro      | El Sayed Nosseir | Sollevamento pesi  | Pesi massimi-leggeri |
| Argento  | Farid Simaika    | Tuffi              | Piattaforma maschile |
| Bronzo   | Farid Simaika    | Tuffi              | Trampolino maschile  |

## Risultati

### Calcio
| Atleta | Classifica |                   |
| --- | --- | ----------------- |
| V · D · M Nazionale egiziana · Calcio ai Giochi Olimpici Estivi 1928 P Hamdi · P Rostam · D Abaza · D A. Salem · D M. Salem · C El-Hassani · C El-Soury · C Gamal · C A. Hassan · C Shemais · C Soliman · A El-Ezam · A El-Tetsh · A El-Zobair · A Fawzi · A M. Hassan · A I. Houda · A M. Houda · A Mansour · A Mokhtar · A Riyadh · CT : McCrae | 4° |                   |
| Nazionale egiziana · Calcio ai Giochi Olimpici Estivi 1928 | |                   |
| P Hamdi · P Rostam · D Abaza · D A. Salem · D M. Salem · C El-Hassani · C El-Soury · C Gamal · C A. Hassan · C Shemais · C Soliman · A El-Ezam · A El-Tetsh · A El-Zobair · A Fawzi · A M. Hassan · A I. Houda · A M. Houda · A Mansour · A Mokhtar · A Riyadh · CT: McCrae                                                                       | P Hamdi · P Rostam · D Abaza · D A. Salem · D M. Salem · C El-Hassani · C El-Soury · C Gamal · C A. Hassan · C Shemais · C Soliman · A El-Ezam · A El-Tetsh · A El-Zobair · A Fawzi · A M. Hassan · A I. Houda · A M. Houda · A Mansour · A Mokhtar · A Riyadh · CT: McCrae | Egitto (bandiera) |